# Edward Oscar Ulrich

Edward Oscar Ulrich in 1905

Edward Oscar Ulrich (* 1. Februar 1857 in Covington, Kentucky; † 22. Februar 1944 in Washington, D.C.) war ein US-amerikanischer Paläontologe.

## Wissenschaftliche Laufbahn
Ulrich zeigte schon in seiner Jugend Interesse an Fossilien und sammelte in den fossilreichen Gesteinsschichten um seine Heimatstadt Covington, Kentucky. Er verdingte sich 1872 im Alter von 15 Jahren für zwei Jahre als Arbeiter beim Bau des Eden Park Reservoirs in Cincinnati, um dort nebenbei nach Fossilien in den Eden Shales suchen zu können. Seine weitere Ausbildung erhielt er am German Wallace and Baldwin College in Berea, Ohio, und am Ohio Medical College in Cincinnati, erhielt jedoch aufgrund seiner vielen außerschulischen Interessen in beiden Schulen keinen Abschluss. Das German Wallace and Baldwin College verlieh ihm später im Jahr 1886 den A.M. und 1892 den Ph.D. für seine wissenschaftlichen Verdienste. 1877 wurde er, obwohl ohne Abschluss, dennoch Kurator der Cincinnati Society of Natural History. In dieser Zeit lernte er Charles Schuchert kennen, der in der Schreinerei seines Vaters arbeitete, und ebenso wie Ulrich ein größtenteils autodidaktisch gebildeter Fossilienliebhaber war.
1880 kehrte Ulrich der Wissenschaft für kurze Zeit den Rücken und wurde Superintendent der Little Caribou Silver Mines in der Nähe von Boulder, Colorado. 1883 kehrte er nach Cincinnati zurück und arbeitete dort 14 Jahre lang als freiberuflicher Geologe und Paläontologe sowie als Illustrator für geologische Monographien, zunächst zusammen mit Schuchert, dann alleine, als dieser 1889 in den Osten ging, um in Albany unter dem Paläontologen James Hall seine eigene große wissenschaftliche Karriere zu beginnen. Zu Ulrichs Arbeitgebern in dieser Zeit zählten unter anderem die geologischen Dienste (State Geological Surveys) von Illinois, Minnesota, Ohio und Kentucky. 1897 wurde Ulrich als Geologe beim United States Geological Survey (USGS) angestellt. Hier blieb er bis zu seinem Ruhestand im Jahre 1932. Nach 1932 setzte er bis zu seinem Tod als wissenschaftlicher Mitarbeiter am United States National Museum seine Studien fort.

## Wissenschaftliche Verdienste und Ehrungen
Ulrich war „... der größte beschreibende Paläontologe, den Amerika je hervorgebracht hat.“ Er war ein Fachmann für paläozoische Wirbellose, spezialisiert vor allem auf Moostierchen, Muschelkrebse und Conodonten. Unter seinen mehr als 120 Publikationen ist das klassische Werk Revision of the Paleozoic System von 1911. Ulrich unternahm ausgedehnte geologische Geländearbeiten in den meisten paläozoischen Formationen östlich der Rocky Mountains und zwischen 1922 und 1931 sechs Forschungsreisen nach Europa.
Er begründete in der zoologischen Systematik der Muscheln in der Überordnung der Palaeoheterodonta die Überfamilie Cycloconchoidea ULRICH 1894.
Neben seinen Forschungen war Ulrich Mitglied der Geological Society of America, Präsident der Paleontological Society und Mitglied der National Academy of Sciences. 1932 wurde er mit der Penrose-Medaille der Geological Society of America ausgezeichnet, und 1930 empfing er die Mary Clark Thompson Medal der National Academy of Sciences.

## Schriften
- mit W. H. Scofield: The Lower Silurian Lamellibranchiata of Minnesota. In: E. O. Ulrich, W. H. Scofield, J. M. Clarke, & N. H. Winchell (Hrsg.), Final Report of the Geological and Natural History Survey of Minnesota, vol. 3, part 2, The Geology of Minnesota. Paleontology. 1894, S. 475–628, Taf. 35–46